# Egeby Rösen
Die Egeby Rösen (dänisch Egeby røser), südlich von Egeby (deutsch „Eichenort“) auf Bornholm, liegen in der Mitte von Ackerland, mit Zugang vom Ølenevej, im größten geschützten Rösenfeld (dänisch røsegravfelt) Dänemarks. Hier wurden 100 runde und acht schiffsförmige Rösen (dänisch skibsformede røser) gefunden, letztere sind im Bewuchs zum Teil schwer auszumachen.
Die steinernen Rösen (dänisch Stenrøser) sind Grabhügel aus Geröll, die von der frühen Bronzezeit bis in die Wikingerzeit, besonders häufig jedoch von der späten Bronzezeit bis zur frühen Eisenzeit (1100–300 v. Chr.) in Dänemark und Skandinavien errichtet wurden. Rösen wurden über Einäscherungen in Steinkisten oder Urnen aufgeschichtet. Die meisten sind rund, aber es gibt auch einige quadratische und schiffsförmige.
Die Entdeckung einer Steinschüssel in einer der schiffsförmigen Rösen hat ihr wahrscheinliches Alter offenbart. Sie entstand etwa um die gleiche Zeit wie die jüngsten Felsritzungen mit Schiffsdarstellungen, am Übergang der Spätbronzezeit zur frühen Eisenzeit (700–300 v. Chr.)
Die Schiffssetzungen liegen eng gruppiert und zumeist parallel in Gruppen. Fast alle Schiffe sind am westlichen Ende durch den Wegebau beschädigt. Ihre Längen liegen zwischen 12,5 und 31,4 Metern. Nr. 1–7 liegen dicht beieinander, so dass der Abstand zwischen ihnen nur 2,5 bis 6,2 m beträgt. Nr. 8 liegt etwas entfernt. Zwischen den Schiffen liegen keine Røsen.